# مارک گریگوریان (معمار)
مارک گریگوریان (ارمنی: Մարկ Գրիգորյան؛ ۱۶ آوریل ۱۹۰۰ – ۱۰ ژانویهٔ ۱۹۷۸) معمار سبک نئوکلاسیک اهل ارمنستان بود.

## زندگی‌نامه
مارک در ۲۹ آوریل [سبک قدیمی: ۱۶ آوریل] ۱۹۰۰ در ناخیجوان-نا-دونو به دنیا آمد. گریگوریان در سال ۱۹۲۴ به ارمنستان نقل مکان نمود. وی در سال ۱۹۲۸ از دانشگاه دولتی ایروان فارغ‌التحصیل شد و در سال ۱۹۳۹ به عنوان معمار ارشد ایروان منصوب شد؛ و جایگزین آلکساندر تامانیان شد. وی معمار ساختمان مجلس ملی ارمنستان (۱۹۵۰) ماتناداران (۱۹۵۷) هتل آرمنیا مرییات ایروان (۱۹۵۸) است. او همچنین برندهٔ جوایزی همچون نشان لنین، نشان برجسته افتخار، مدال به مناسبت یکصدمین سالگرد تولد ولادیمیر ایلیچ لنین، مدال کار شجاعانه در جنگ بزرگ میهنی (۱۹۴۵–۱۹۴۱)، معمار شایسته ارمنستان شوروی، چهره هنری شایسته ارمنستان شوروی و جایزه استالین شده است. گریگوریان در ۱۰ ژانویه ۱۹۷۸ در سن ۷۸ سالگی در ایروان درگذشت.

## نگارخانه

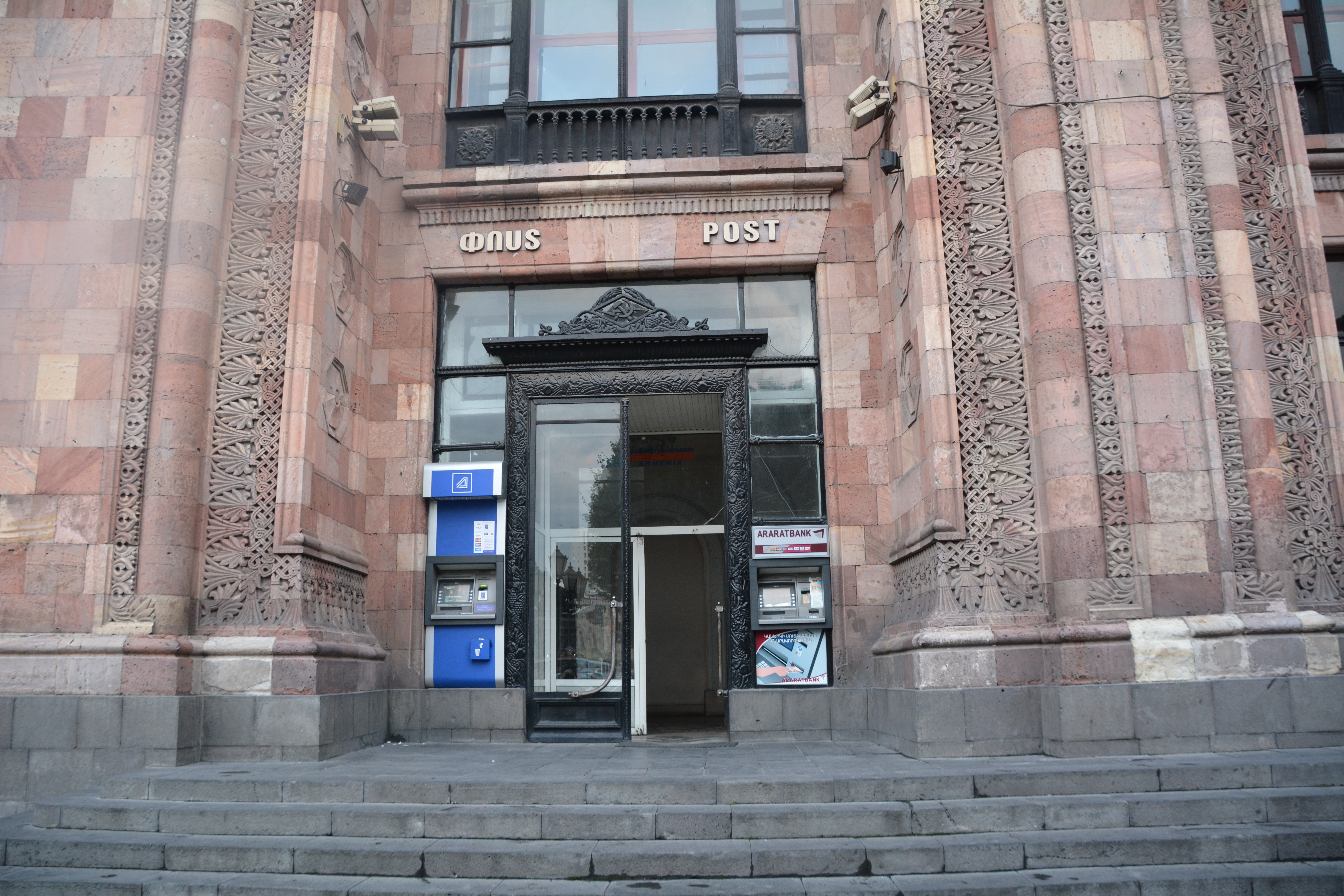
اداره پست های‌پست میدان جمهوری ایروان